# Agartha (игра)
Agartha (рус. Агарта) — отменённая компьютерная игра в жанрах survival horror и action-adventure, разрабатывавшаяся французской компанией No Cliché в период с 1998 по 2001 год. Разработка игры финансировалась европейским отделением Sega. Игра должна была стать одним из первых проектов для Dreamcast и выйти одновременно со стартом продаж консоли на европейском рынке.
Протагонистом Agartha был пожилой мужчина по имени Кирк, прибывший в румынскую деревню, частично разрушенную недавно прошедшим обвалом, с целью помочь местным жителям и выяснить, что вызвало сход обвала. Вскоре он узнаёт, что это произошло из-за влияния мифического подземного города Агарта, и благодаря обвалу злые силы выбрались из своего заточения. Игрок в роли Кирка должен остановить монстров или помочь им в захвате мира.
Из-за прекращения Sega в марте 2001 года поддержки Dreamcast, разработка Agartha была отменена, а компания No Cliché закрыта. Игра не была завершена — студии требовался ещё один год, чтобы закончить создание проекта. Впоследствии Фредерик Рейналь, руководитель Agartha, не принимал попыток возродить разработку или перенести игру на другую платформу.

## Синопсис
Действие игры разворачивалось в Восточной Европе в 1929 году. Игра должна была повествовать о пожилом человеке по имени Кирк, посланным своей сестрой Джульеттой в некую румынскую деревню, в которой недавно из-за таинственного землетрясения произошёл обвал, разрушивший половину деревни. Кирк обыскивает обломки деревни в поисках выживших и пытается узнать, что же случилось на самом деле. Вскоре герой выясняет, что землетрясение было вызвано мифическим подземным городом Агартой, разрушившим печать, мешавшую злым силам выбраться из города.

## Игровой процесс

Один из рекламных скриншотов Agartha с Electronic Computer Trade Show. На нём изображён главный герой Кирк с рюкзаком на спине и фонариком в правой руке. Справа за деревьями можно заметить очертания дома

Одной из главных особенностей Agartha на тот момент должен был стать нелинейный сюжет, в котором главному герою предстояло выбирать между добром и злом. Игрок мог либо спасти местных жителей от различных опасностей, либо посодействовать их гибели. Рейналь приводил в противоположный пример Shenmue, оказавшую некоторое влияние на команду разработчиков; он отметил, что два проекта во многом схожи, однако он считал Shenmue очень линейной, и обещал, что Agartha будет «настоящей приключенческой игрой». Как он говорил, целью команды No Cliché было напугать игрока заставив его ужаснуться тому, что ему придётся сделать для выполнения игровых задач. Если Кирк щадил других персонажей и помогал им выжить, то они могли раскрыть некоторые части сюжета игры. По словам Рейналя, возможность выбора между доброй и злой стороной распространялась на начало и середину игры, а уже в конце нужно было сделать финальный выбор. На уровнях Кирк сталкивался с различными видами монстров: зомби, солдатами-монахами, священниками, демонами, сектантами, архангелами и другими врагами, за которыми стоял некий Страж (англ. Sentinel).
В Agartha разработчики хотели представить большую интерактивность в отношении игровых объектов. В проекте должно было быть довольно большое для игр того времени количество предметов, которые игрок так или иначе смог бы использовать в прохождении игры. Как объяснял Рейналь, он хотел сделать Agartha более ориентированной на решении головоломок и взаимодействии с предметами, нежели полагающейся в основном на экшн-составляющую, подобно играм серии Resident Evil. Головоломки и другие игровые задачи имели несколько решений в зависимости от того, какой подход использовал игрок. Также в отличие от Resident Evil, которая использовала трёхмерные модели персонажей на двухмерных фонах, Agartha создавалась в полном трёхмерном пространстве, с поддержкой трёх разных ракурсов виртуальной камеры, однако каких именно неизвестно.
Также планировалась и поддержка онлайн-мультиплеера. Изначально Рейналь хотел, чтобы вся игра проходила по сети, однако позднее он отказался от этой идеи, посчитав, что это может превратить Agartha в RPG. Но дизайнер не отказался от самой идеи о поддержке онлайн-режима, решив придумать другое применение сетевым-возможностям Dreamcast. Позже, на выставке Electronic Computer Trade Show, были анонсированы два онлайн-режима под названиями «Team Play» (командная игра) и «Death Match» (сражение на выживание), однако никаких подробностей по поводу содержания этих режимов предоставлено не было. Планировалась и возможность скачивания через Visual Memory Unit дополнений для однопользовательского режима.

## Разработка и отмена игры

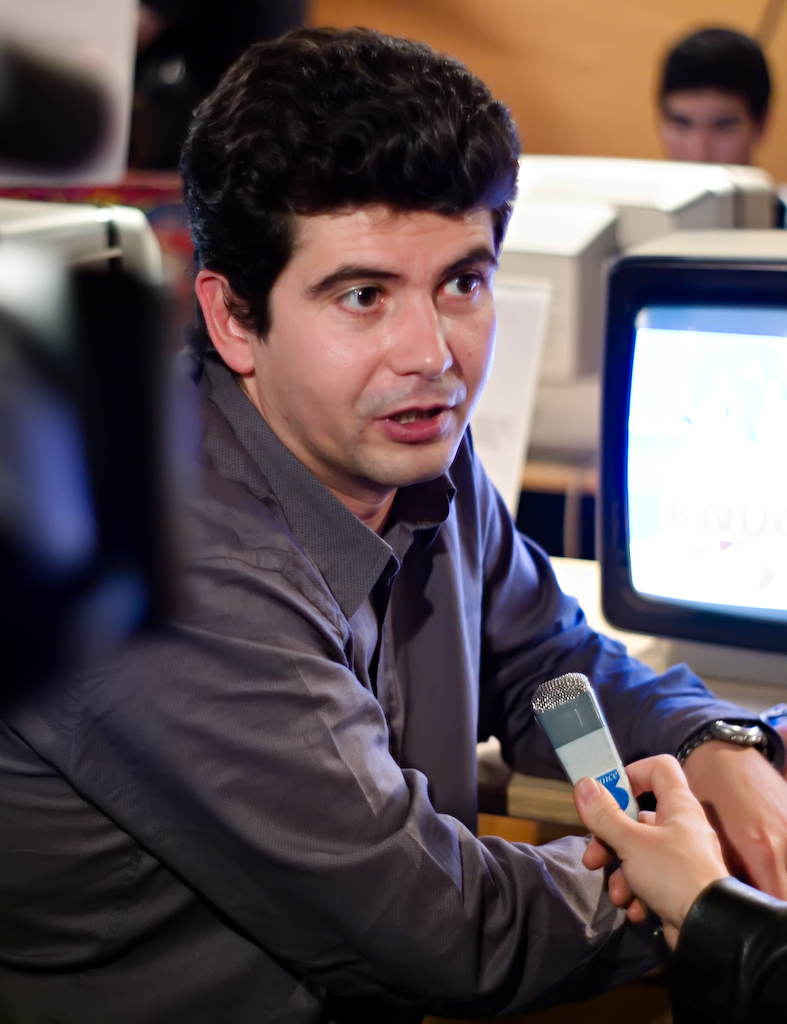
Agartha была второй игрой Фредерика Рейналя (на илл.) в жанре survival horror. В 2014 году он вернулся к данному жанру, основав свою новую студию Gloomywood и начав разработку 2Dark

Проект разрабатывался французской компанией No Cliché, в основном состоящей из бывших работников Infogrames, специализировавшейся на разработке и издательстве компьютерных игр. Одним из сотрудников Infogrames был Фредерик Рейналь — создатель культовой серии компьютерных игр в жанре survival horror Alone in the Dark. После разногласий между разработчиками и руководством относительно процесса разработки сиквела Alone in the Dark, Рейналь вместе с некоторыми другими своими коллегами покинул компанию. Позже они присоединились к Delphine Software International в качестве дочерней компании под названием Adeline Software International. Через несколько лет вся команда разработчиков Adeline была продана Sega и переименована в No Cliché, став первой европейской компанией по разработке компьютерных игр, полностью принадлежащей Sega.
Фредерик Рейналь выступил в качестве руководителя Agartha — это был его второй проект в жанре хоррора. Дидье Квентин, ранее работавший и над другими играми Рейналя, выступил в роли геймдизайнера, и, кроме того, был сценаристом проекта. Музыку к игре написал Филипп Ваше, сочинивший музыку для Alone in the Dark и других игр Adeline и No Cliché.
Предположительно разработка игры началась в 1998 году. Впервые о проекте стало известно, когда No Cliché опубликовала на своём сайте краткую информацию о двух своих будущих в компьютерных играх: Agartha и некоей Gutherman, которая впоследствии была выпущена под названием Toy Commander. Оба проекта должны были быть выпущены в августе 1999 года. В итоге Toy Commander была выпущена 30 сентября 1999 года, а выпуск Agartha был перенесён на 2001 год. Впервые широко Agartha была освещена в сентябре 2000 года на выставке Electronic Computer Trade Show, где были продемонстрированы первые скриншоты игры, изображающие главного героя Кирка в различных локациях с фонариком в руке, более подробное описание сюжета и некоторые подробности относительно игрового процесса.
Изначально Agartha создавалась для персональных компьютеров, однако в итоге разработка была перенесена на Dreamcast. Из-за этого команде пришлось оптимизировать всё игровое управление под геймпад, что несколько замедлило процесс разработки проекта. При моделировании разработчики использовали программу Autodesk Maya. Ещё до окончания работ по созданию сеттинга Agartha, три художника из команды разработчиков были отправлены в саму Румынию сделать фотоснимки зданий для более близкого ознакомления с общим видом и архитектурой страны, чтобы более правдоподобно передать внешний вид румынской деревни в игре. Рейналь считал, чем реалистичнее будет хоррор, то тем страшнее он получится. Как он позже признавался, у разработчиков возникли проблемы с цензурой: рейтинговые компании были недовольны содержанием игры и требовали от No Cliché снизить уровень жестокости.
Композитор Agartha, Филипп Ваше, начал работу над саундтреком к игре сразу после своего возвращения из Непала. Как он позже признавался, снежные пейзажи этой страны помогли ему найти вдохновение для создания музыки к проекту. Он начал с создания общей темы и звука. Затем Ваше решил увеличить взаимодействие музыки с игрой: разработчики No Cliché создали некое подобие секвенсора внутри движка, использовавшего короткие части саундтрека и меняющего их в зависимости от происходящего на экране. В общей сложности композитор успел создать 40 минут игрового саундтрека.
Проблемы с разработкой проекта начались из-за огромных убытков компании Sega и принятия позднее решения о прекращении дальнейшей поддержки Dreamcast. В январе 2001 года, после решения и заявления издательства об остановке производства Dreamcast в конце марта этого же года и проведения реструктуризации, большинство на тот момент разрабатывавшихся западными разработчиками проектов были отменены, среди которых были Take the Bullet, Project Revolution, World’s Scariest Police Chases и сама Agartha. В июле 2001 года на сайте No Cliché появилось сообщение, в котором уведомлялось о закрытии французской компании и отмены разработки Agartha.
На момент отмены проекта разработка игры ещё не была полностью завершена. В игре лишь можно было управляя Кирком с фонариком в руках исследовать игровую местность без какого-либо взаимодействия с предметами или другими персонажами. По словам Фредерика Рейналя, No Cliché требовался ещё один год на завершение процесса разработки Agartha. Он не планировал продолжить разработку и перенести проект на другую консоль, объяснив это тем, что хоррор изначально создавался только для Dreamcast.

### Саундтрек
В декабре 2012 года композитор Филипп Ваше опубликовал на своём официальном сайте свои наработки по музыке для Agartha. Каждый трек помечен в скобках надписью Rough mix (рус. Сырая запись) для указания на незавершённость трека. Ниже представлен список композиций, созданных музыкантом.
| №                   | Название                     | Длительность |
| ------------------- | ---------------------------- | ------------ |
| 1.                  | «Ladakh (Rough mix)»         | 4:19         |
| 2.                  | «Gokyo (Rough mix)»          | 4:07         |
| 3.                  | «Kiangjing (Rough mix)»      | 4:51         |
| 4.                  | «Bodnath (Rough mix)»        | 4:24         |
| 5.                  | «Kaligandaki (Rough mix)»    | 3:43         |
| 6.                  | «Kalapathar (Rough mix)»     | 5:37         |
| 7.                  | «Kanchenjunga (Rough mix)»   | 3:55         |
| 8.                  | «Patshupatinath (Rough mix)» | 4:17         |
| 9.                  | «Gosainkund (Rough mix)»     | 2:30         |
| 10.                 | «Gokyo Victory (Rough mix)»  | 1:42         |
| Общая длительность: | Общая длительность:          | 39:28        |